# Каффарель, Луи Шарль
Луи Шарль Каффарель (фр. Louis Charles Caffarel; 1 августа 1829, Bourgoin, Изер — 21 августа 1907, VIII округ Парижа) — французский генерал.
На воинской службе с 1848 года.
В 1853—1854 годах в чине лейтенанта служил в Африке.
В 1854—1855 годах участвовал в Крымской войне, в том числе в сражениях при Балаклаве, Инкермане, реке Чёрной. Был произведён в капитаны.
В 1859 году участвовал в битве при Мадженте.
В 1866 году офицер по особым поручениям при Наполеоне III.
В 1867—1870 годах командовал подразделениями французской армии в Алжире.
С началом Франко-прусской войны вернулся во Францию, воевал под началом генерала Канробера и вместе с ним попал в плен.
В 1878 году произведён в полковники, в 1884 году в бригадные генералы. В марте 1887 года генералом Буланже, в то время военным министром, был назначен помощником начальника штаба, но в конце того же года сильно был скомпрометирован в деле о продаже орденов, за что уволен в отставку, вычеркнут из списков армии и лишён ордена Почётного легиона.